# Norwich City F.C.
Norwich City Football Club engleski je nogometni klub sa sjedištem u Norwichu, Norfolk. Trenutačno se natječe u Championshipu, drugom rangu engleskog nogometa, a osnovan je 1902. godine. Od 1935. domaće utakmice igra na stadionu Carrow Road te ima dugogodišnje rivalstvo s Ipswich Townom, s kojim igraju derbi Istočne Anglije od osnutka kluba.
Norwich je dva puta osvojio Liga kup, 1962. i 1985. godine. Klupski najbolji ligaški plasman je treće mjesto u Premier ligi u sezoni 1992./93. Klub je u sezoni 1993./94. igrao u trećem kolu Kupa UEFA te je tada postao prvi engleski klub koji je pobijedio Bayern München na Olympiastadionu u Münchenu.
Klub je poznat pod nadimkom "The Canaries" zbog tradicije uzgoja kanarinaca u regiji, što je prikazano na grbu kluba i žuto-zelenim domaćim dresovima. Navijačka pjesma "On The Ball, City" najstarija je nogometna pjesma na svijetu, napisana 1890-ih i još uvijek se pjeva danas.

## Vanjske poveznice
- Službena web-stranica

| Momčadi FA Premier lige                                                          | Momčadi FA Premier lige |
| -------------------------------------------------------------------------------- | --- |
|                                                                                  | |
| Članovi 2024./25.                                                                | Arsenal • Aston Villa • Bournemouth • Brentford • Brighton & Hove Albion • Chelsea • Crystal Palace • Everton • Fulham • Ipswich Town • Leicester City • Liverpool • Manchester City • Manchester United • Newcastle United • Nottingham Forest • Southampton • Tottenham Hotspur • West Ham United • Wolverhampton Wanderers |
|                                                                                  | |
| Bivše momčadi (1992. – 2024.)                                                    | Barnsley • Birmingham City • Blackburn Rovers • Blackpool • Bolton Wanderers • Bradford City • Burnley • Cardiff City • Charlton Athletic • Coventry City • Derby County • Fulham • Huddersfield Town • Hull City • Leeds United • Luton Town • Middlesbrough • Norwich City • Nottingham Forest • Oldham Athletic • Portsmouth • Queens Park Rangers • Reading • Sheffield Wednesday • Sheffield United • Stoke City • Sunderland • Swansea City • Swindon Town • Watford • West Bromwich Albion • Wigan Athletic • Wimbledon |
|                                                                                  | |
| Bivše momčadi Football Leaguea (1888. – 1892.) i First Divisiona (1892. – 1992.) | Accrington • Bradford Park Avenue • Bristol City • Bury • Carlisle United • Darwen • Glossop North End • Grimsby Town • Leyton Orient • Millwall • Northampton Town • Notts County • Oxford United • Preston North End |

| Momčadi FA Premier lige                                                          | Momčadi FA Premier lige |
| -------------------------------------------------------------------------------- | --- |
|                                                                                  | |
| Članovi 2024./25.                                                                | Arsenal • Aston Villa • Bournemouth • Brentford • Brighton & Hove Albion • Chelsea • Crystal Palace • Everton • Fulham • Ipswich Town • Leicester City • Liverpool • Manchester City • Manchester United • Newcastle United • Nottingham Forest • Southampton • Tottenham Hotspur • West Ham United • Wolverhampton Wanderers |
|                                                                                  | |
| Bivše momčadi (1992. – 2024.)                                                    | Barnsley • Birmingham City • Blackburn Rovers • Blackpool • Bolton Wanderers • Bradford City • Burnley • Cardiff City • Charlton Athletic • Coventry City • Derby County • Fulham • Huddersfield Town • Hull City • Leeds United • Luton Town • Middlesbrough • Norwich City • Nottingham Forest • Oldham Athletic • Portsmouth • Queens Park Rangers • Reading • Sheffield Wednesday • Sheffield United • Stoke City • Sunderland • Swansea City • Swindon Town • Watford • West Bromwich Albion • Wigan Athletic • Wimbledon |
|                                                                                  | |
| Bivše momčadi Football Leaguea (1888. – 1892.) i First Divisiona (1892. – 1992.) | Accrington • Bradford Park Avenue • Bristol City • Bury • Carlisle United • Darwen • Glossop North End • Grimsby Town • Leyton Orient • Millwall • Northampton Town • Notts County • Oxford United • Preston North End |

| Football League Championship 2022./23. | Football League Championship 2022./23. |
| --- | -------------------------------------- |
| |                                        |
| Birmingham City • Blackburn Rovers • Blackpool • Bristol City • Burnley • Cardiff City • Coventry City • Huddersfield Town • Hull City • Luton Town • Middlesbrough • Millwall • Norwich City • Preston North End • QPR • Reading • Rotherham United • Sheffield United • Stoke City • Sunderland • Swansea City • Watford • West Bromwich Albion • Wigan Athletic |                                        |

| Football League Championship 2022./23. | Football League Championship 2022./23. |
| --- | -------------------------------------- |
| |                                        |
| Birmingham City • Blackburn Rovers • Blackpool • Bristol City • Burnley • Cardiff City • Coventry City • Huddersfield Town • Hull City • Luton Town • Middlesbrough • Millwall • Norwich City • Preston North End • QPR • Reading • Rotherham United • Sheffield United • Stoke City • Sunderland • Swansea City • Watford • West Bromwich Albion • Wigan Athletic |                                        |